# Holló

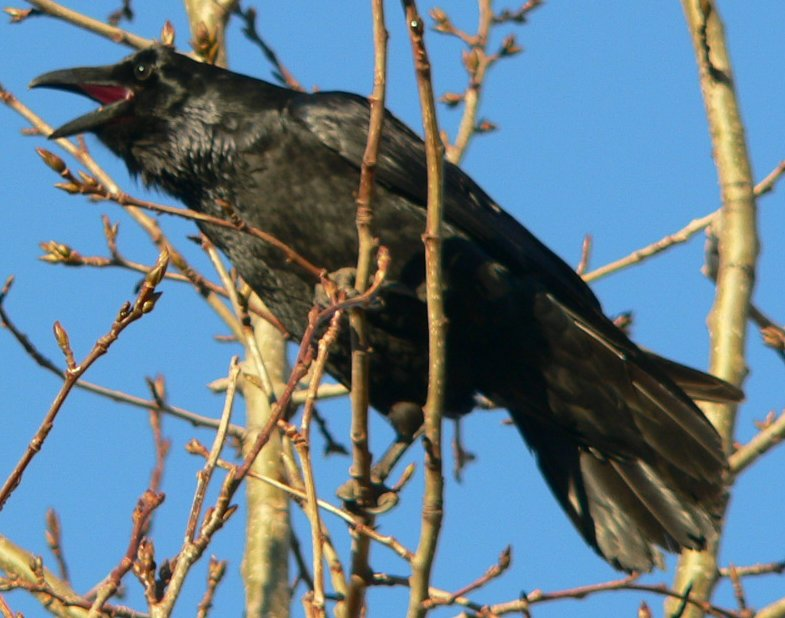
Közönséges holló

A holló vagy közönséges holló (Corvus corax) a madarak (Aves) osztályának verébalakúak (Passeriformes) rendjébe, ezen belül a varjúfélék (Corvidae) családjába tartozó faj. Földünk északi féltekéjén Ázsiától Észak-Amerikáig mindenütt megtalálható, területileg a legelterjedtebb az összes varjúféle között. 12 ismert alfaja létezik, melyek habár külalakjukban kevésbé eltérőek egymástól, a korszerű genetikai kutatások kimutatták, hogy jelentős genetikai különbségek vannak a különböző populációk között.
A közönséges holló a vastagcsőrű holló (Corvus crassirostris) mellett egyike a két legnagyobb varjúfélének. A Földön valószínűleg a legnehezebb verébalakú madár és egyben a legnagyobb termetű énekesmadár is. A felnőtt madár hossza 56 és 70 centiméter körüli, testtömege 0,7 – 1,63 kilogrammig terjed. Élettartamuk tipikusan 10-től 15 évig terjed a szabadban, habár már érkeztek jelentések 40 év feletti példányokról is. (A szóbeszéd szerint a hollók akár 100 évig is élhetnek, bár ezt eddig bizonyítani nem sikerült.) A fiatal madarak csapatokba verődhetnek, de a párválasztás után – ami egy életre szól – a párok közösen védik a területüket.
A közönséges holló több ezer éve él együtt az emberrel. Olyannyira alkalmazkodtak, hogy számos területen mint kártevőt tartják nyilván őket. Alkalmazkodásának sikerességét mindenevő életmódjának köszönheti. A természetben a legfőbb táplálékukat a gabonamagvak, bogyók, gyümölcsök és apró állatok jelentik, de hihetetlenül ügyesnek bizonyultak egyéb opportunista táplálékszerzési módokban is. Minden alkalmat megragadnak a táplálék megszerzésére, legyen az akár döglött állat, rovar vagy konyhai hulladék.
A holló az egyik legintelligensebb madár a Földön, legalábbis erre enged következtetni igen figyelemre méltó problémamegoldó képessége és agyának madarak közt egyedülálló mérete. Évszázadok óta témája a különböző mítoszoknak, a népi folklórnak, a művészetnek és az irodalomnak. Sok országban, többek között a skandináv államokban, Írországban, Walesben, Bhutánban – ahol a holló az ország hivatalos madara – és Észak-Amerika északnyugati partján a közönséges holló mitikus figuraként volt jelen vagy akár istenként tisztelték (például Hugin és Munin).

## Elnevezése
A magyar holló szó ősi hangutánzó szó, amelyhez hasonlóan hangzik a madár neve néhány más finnugor nyelven is: manysi nyelven kolah, hanti nyelven kolak, szamojéd nyelven pedig hulli.
Bár a holló név leggyakrabban a közönséges hollót jelöli, a következő hat varjúfélét is hollónak nevezik: hawaii holló (Corvus hawaiiensis), fehérnyakú holló (Corvus cryptoleucus), barnanyakú holló (Corvus ruficollis), csutakfarkú holló (Corvus rhipidurus), örvös holló (Corvus albicollis) és vastagcsőrű holló (Corvus crassirostris).
A közönséges holló tudományos nevében a latin Corvus és a görög koraksz (latinosan corax) szavak, a madár latin és görög neve találhatók.

## Rendszertana
A közönséges holló egyike annak a számos fajnak, melyet eredetileg még Carl von Linné figyelt meg és írt le 18. századi munkájában, a Systema Naturae-ban. Tudományos nevét, a Corvus corax-ot azóta viseli. A holló típusfaj, azaz olyan képviselője a Corvus nemnek, amely a nemhez tartozó fajok legjellegzetesebb vonásaival rendelkezik.

### Osztályozása

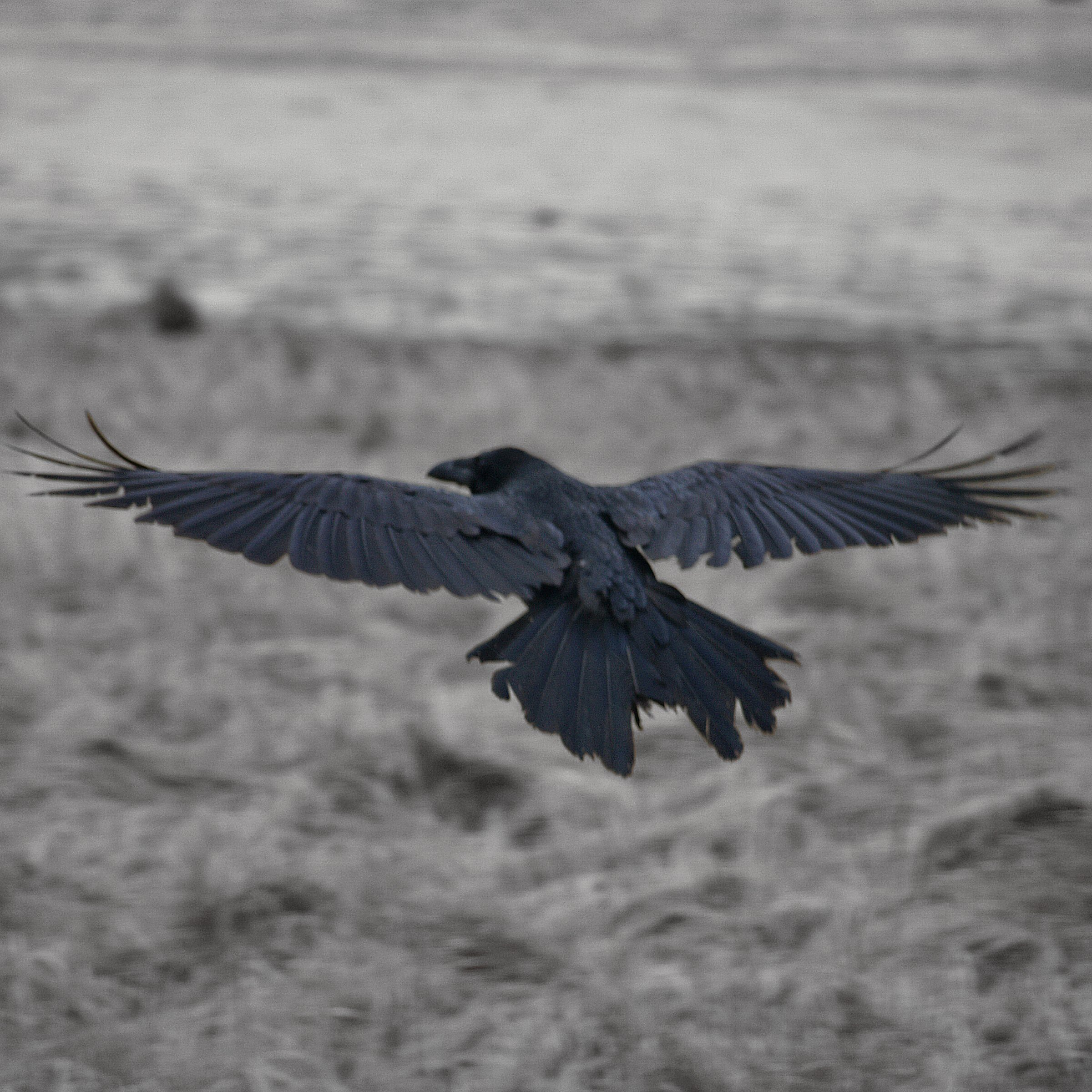
Corvus corax varius, Izland

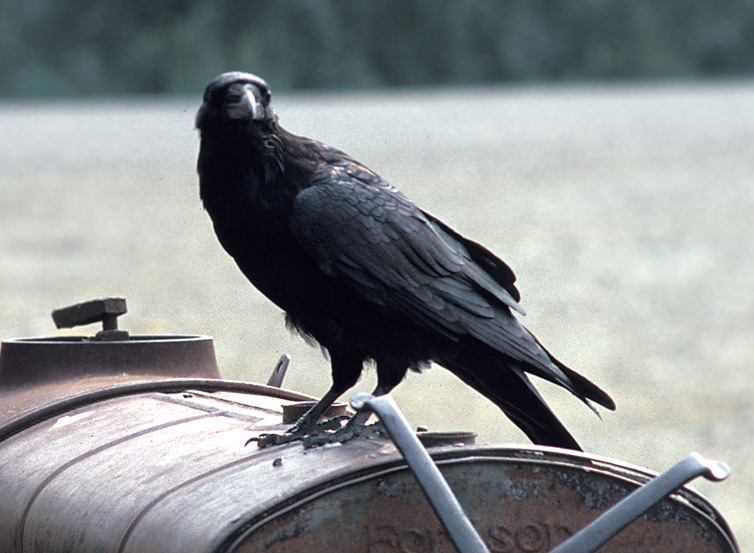
Corvus corax principalis

A közönséges holló legközelebbi rokonai az Afrikában őshonos barnanyakú hollók (Corvus ruficollis) és az örvös hollók (Corvus albicollis), míg Észak-Amerikából a fehérnyakú hollók (Corvus cryptoleucus). A legfrissebb molekuláris analízis alapján az eddig egynek hitt faj valójában két vagy több különböző fajra osztható. A közönséges hollónak tizenkét jól elkülöníthető alfaja létezik:
- Corvus corax corax – Európában keletre egészen a Bajkál-tóig, délre pedig a Kaukázuson át egészen Észak-Iránig megtalálható. Aránylag rövid és ívelt csőre van.
- Corvus corax varius – Európától északnyugatra, Izlandon és Feröeren honos. Kevésbé fényes, mint a C. c. principalis vagy a C. c. corax. Ennek a középtermetű hollófajnak különös ismertetőjegye a helyenként fehér pettyes tollruha.
- Corvus corax subcorax – Görögországtól egészen Északnyugat-Indiáig, Közép-Ázsiától a Himalája kivételével Nyugat-Kínáig fordul elő. Nagyobb testű, mint a „közönséges” corax, de szakálla annál kisebb. A tollazata általánosságban véve teljesen fekete, noha a nyaka és a begye néha a barnás árnyalatú, hasonlóan a barnanyakú hollóéhoz. (Ez a barnás árnyalat legfőképp a vedlés előtt álló madarakon figyelhető meg, akkor, amikor a tollruha már meglehetősen kopott.) A nyaki tollainak töve változatos színeket ölthet, de általában fehéres.
- Corvus corax tingitanus – Észak-Afrikában és a Kanári-szigeteken honos. A Corvus corax tingitanus a legkisebb alfaj. A legrövidebb „szakállal” bír az összes holló között. Tollruhája határozottan megkülönböztethető más hollófajétól, ugyanis erősen olajos benyomást kelt. Csőre rövid, de vaskos; a felső csőrkáva erősen ívelt.
- Corvus corax tibetanus – Kizárólag a Himalájában fordul elő. Ez a legnagyobb termetű, és a leghosszabb szakállú holló alfaj. A csőre hatalmas, de kevésbé impozáns, mint a Corvus corax principalis-é. A nyaki tollazatának töve szürkés.
- Corvus corax kamtschaticus – Északkelet-Ázsiától egészen a Bajkál-tóig terjed; élettere emiatt kis részben közös az alapváltozatéval (C. c. corax). Testméretét tekintve valahol a C. c. principalis és a C. c. corax között helyezkedik el félúton. Csőre nagyobb és vaskosabb, mint a C. c. corax-é.
- Corvus corax principalis – Észak-Amerikában és Grönlandon honos. A nagy testű madár a legnagyobb csőrrel rendelkezik az összes alfaj között. Tollazata igen fényes és sima, szakálla igen erőteljes.
- Corvus corax sinatus – Az USA középső és déli részén és Közép-Amerikában található meg ez az alfaj. Minden tekintetben kisebb, mint a C. c. principalis.

További említésre érdemes alfajok és előfordulási helyeik:
- Corvus corax canariensis – Kanári-szigetek
- Corvus corax hispanus – Spanyolország
- Corvus corax clarionensis – Clarion-sziget a Revillagigedo-szigetek közül
- Corvus corax laurencei

### Fejlődéstörténete

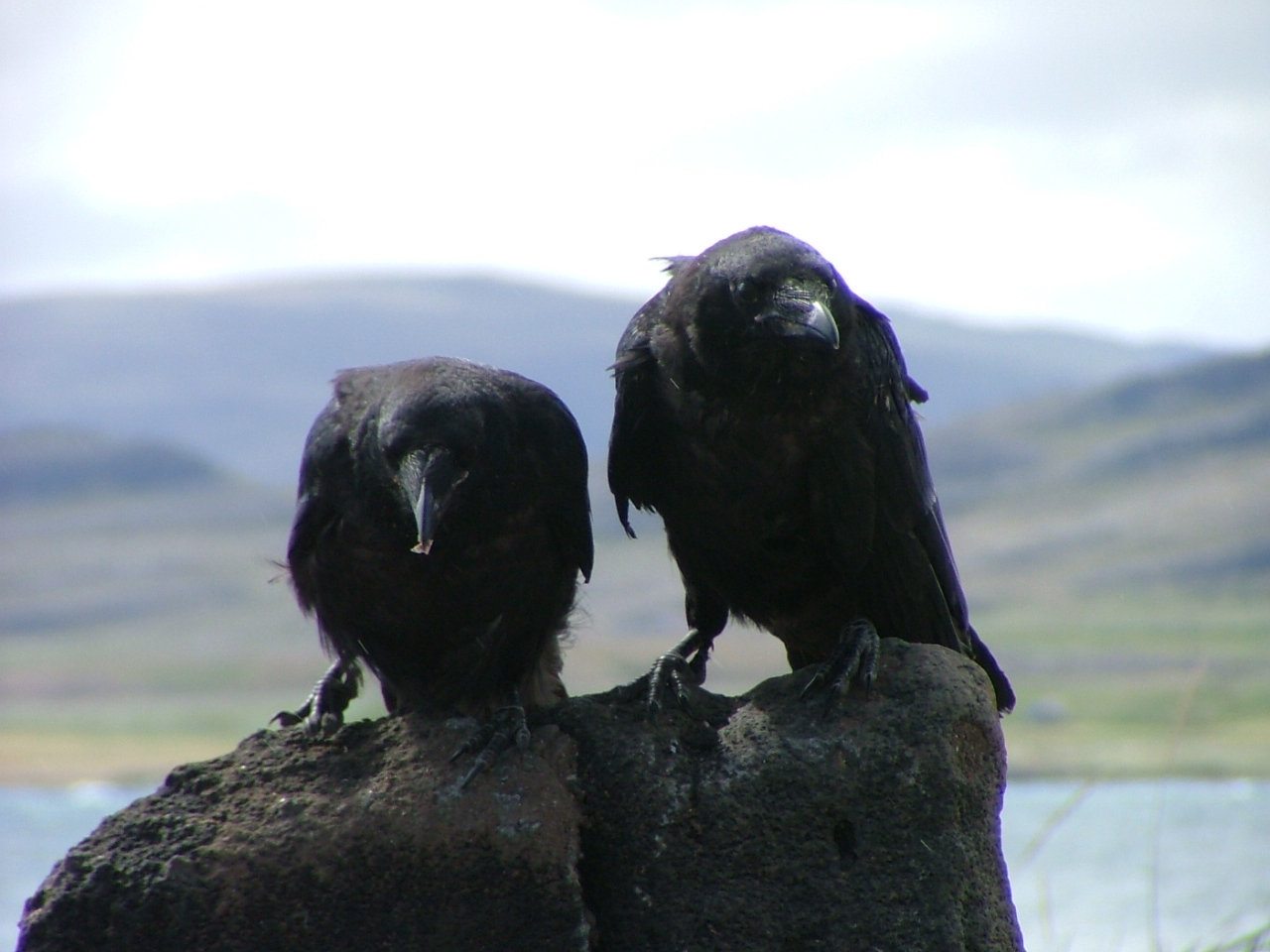
Két fiatal holló – Izland

A varjak és hollók az Óvilágban fejlődtek ki, majd a Bering-földhídon kerültek át Észak-Amerikába. A legfrissebb genetikai tanulmányok, melyekben a világ különböző pontjairól begyűjtött közönséges hollók DNS-ét vizsgálták, kimutatták, hogy a madarak legalább két kládra oszthatóak: egy Kalifornia-kládra, mely csak az Egyesült Államok délnyugati részein található meg, és egy holarktikus kládra, amely mindenhol máshol megtalálható az északi féltekén. Mindkét klád madarai ugyanúgy néznek ki, de genetikai elkülönülésük megközelítőleg már kétmillió évvel ezelőtt elkezdődött.
A kutatások rámutattak, hogy azok a közönséges hollók, melyek az USA más területein élnek, sokkal inkább mutatnak rokonságot az európai és ázsiai hollókkal, mintsem a Kalifornia-klád egyedeivel. Ez utóbbi madarak leginkább a fehérnyakú hollóhoz (Corvus cryptoleucus) állnak a legközelebb. Az előbb említett okok miatt a közönséges hollót a parafiletikus fajok közt tartják számon.
Egyik lehetséges magyarázata a Kaliforniában már több mint kétmillió éve honos hollók meglepő genetikai elkülönülésnek a faj fokozatos jégkorszaki elszigetelődése lehet. Körülbelül egymillió évvel ezelőtt egy kalifornia-kládbeli csoportból alakulhatott ki a fehérnyakú holló (Corvus cryptoleucus) is, míg a holarktikus klád tagjai valószínűleg csak később vándoroltak be Ázsiából, lehet, hogy épp az emberrel egy időben.
A korszerű mitokondriális DNS-kutatások kimutatták, hogy az Észak-Afrikában és a Kanári-szigeteken honos C. c. tingitanus alfaj génállománya szintén különbözik a többi holarktikus alfajétól, éppen ezért bizonyítást nyert a tény, miszerint nem is keveredhet más alfajokkal.

## Megjelenése

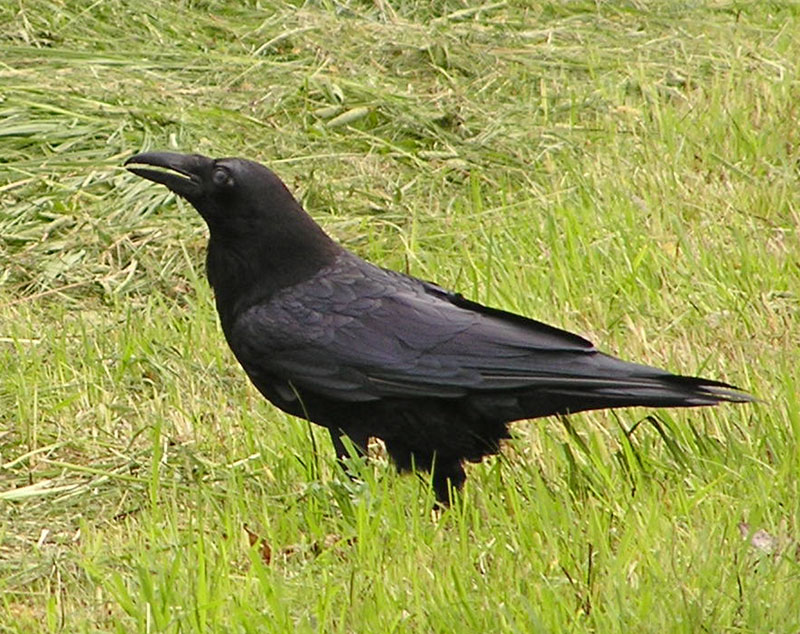
Ében tollruhás holló

A felnőtt madár hossza 64;centiméter körüli, szárnyfesztávolsága 120-150 centiméter, testtömege 0,8 – 1,56 kilogrammig terjedhet, amellyel az egyik legsúlyosabb verébalakúnak számít. A hűvösebb éghajlati területeken, mint például a Himalájában vagy Grönlandon élő madarak általában nagyobb testűek, és nagyobb a csőrük is, mint melegebb égövi társaiké. Csőre nagy és enyhén ívelt, farktollai hosszúak és fokozatosak, tollazata kékesen fénylő fekete, szivárványhártyája sötétbarna. A fiatalabb egyedek életkoráról a kékesszürke íriszük mellett az idősekénél picit fakóbb tollazatuk árulkodik.
A holló nem csak nagyobb méretében különbözik rokonaitól, a varjaktól: csőre nagyobb és vaskosabb, farka ék alakúan kerekített, és jól megfigyelhető a torkán a bozontos, szakállszerű tollazat. Röpte erőteljes, egyenes vonalú. Gyakran kering a magasban. Párválasztás idején művészi mutatványokat végez. A földön kimért lépésekkel jár. Rendkívül éber, tanulékony madár. A faj egyedeinek hangja jól megkülönböztethető más varjakétól: ismétlődő, mély „klong, klong”, néha „krúg, krúg”.
A hollók megfelelő körülmények között, vagy fogságban akár nagyon hosszú életűek is lehetnek. Egyes egyedek a londoni Towerben több mint 40 évig éltek. Élettartama a szabadban jóval rövidebb, általában 10-15 év. A legidősebb vadon élő meggyűrűzött holló 13 éves korában pusztult el.

## Elterjedése
A hollók igen különböző éghajlati viszonyok között is megélnek. A Corvus nem tagjai közül a közönséges holló (C. c. corax) a legszélesebb körben előforduló alfaj. Az északi sarkkörtől Észak-Amerikán és Eurázsián át Észak-Afrikáig (beleértve a csendes-óceáni szigeteket is) mindenütt elterjedt. A Brit-szigeteken Skóciában, Észak-Angliában és Írország nyugati részén közönségesnek számít. Tibet 5000 méteres magasságaiban, sőt, még a Mount Everest 6350 méteres vidékein is találkozhatunk vele.

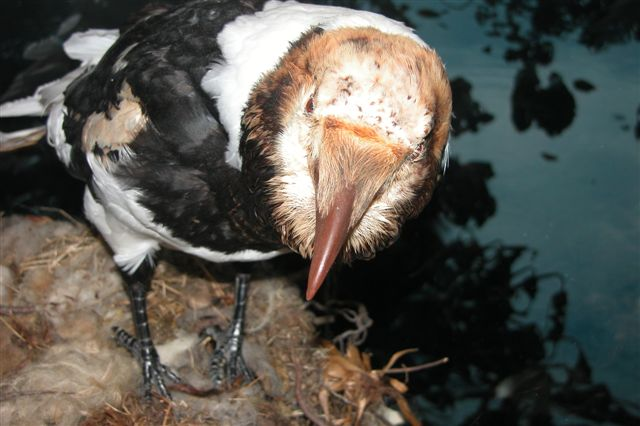
Fehéren foltos színezetű holló, ez a színvariáns a Feröeren élő madarak egy részére jellemző

Az Északi-sark közelében élő hollókat kivéve ezek a madarak állandó lakói a költőterületüknek. Feröeren a pettyes színvariáns is megjelent a tisztán fekete madarak mellett (Corvus corax varius morpha leucophaeus), de ez a változat a 20. század közepére gyakorlatilag eltűnt. Eltűnésének oka valószínűleg épp a szokatlan tollazatának köszönhető, ugyanis a gyűjtők előszeretettel keresték ezeket a madarakat.
A legtöbb holló költőhelyéül leginkább az olyan erdős-fás területeket részesíti előnyben, melyek mellett kiterjedt és táplálékban gazdag sík terület húzódik, de nem veti meg a tengerpartokat sem. Az olyan sűrűn lakott területeken, mint például Kalifornia, a bőséges táplálékellátásnak köszönhetően a hollók egyedszáma rohamosan növekedni kezdett.
Hosszabb hanyatlás után az utóbbi években Magyarországon is növekedni kezdett a számuk. Baranyában például 1987-ben kettő, 2007-ben viszont már 43 pár költött, és ennek eredményeképp 128 fióka repült ki a fészkekből.

## Életmódja
A hollók általában költőpáronként külön-külön területeket birtokolnak, de előfordulhat, hogy a fiatal madarak csapatokba verődnek. Habár a közönséges hollók gyakran civakodnak fajtatársaikkal, családjuk iránt odaadó szeretetről tesznek tanúbizonyságot.

### Táplálkozása

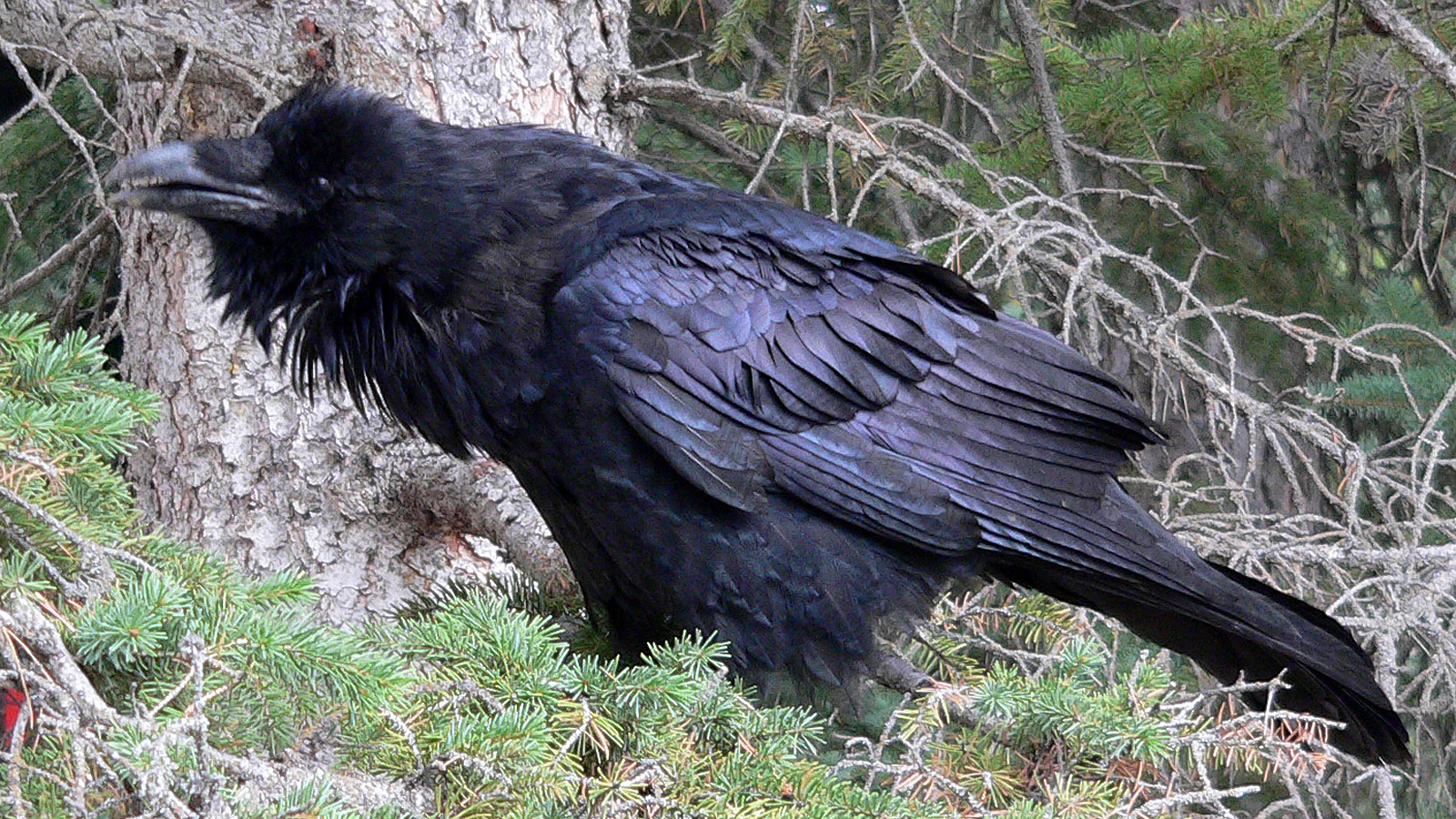
Közönséges holló Kanadában

A közönséges hollók mindenevő, opportunista madarak: a táplálékuk nagyban függ az élőhelyüktől és az aktuális évszaktól is. A tundrán, az északi sarkkör mentén vagy Alaszkában élő állatok például energiaszükségletük egyik felét vadászatból, míg a másik felét különböző elhullott állati tetemekből biztosítják.
A hollók sok helyen leginkább dögevő életmódot folytatnak, de előszeretettel vadásznak gerinctelenekre, kétéltűekre, apróbb hüllőkre és emlősökre is, sőt még a kisebb madarakat is elkaphatják. Növényi táplálékukat legfőképp a különféle gabonamagvak, bogyók és gyümölcsök alkotják. Olyannyira mindenevők, hogy alkalomadtán még az állati ürülékek emésztetlen részeit is elfogyasztják, vagy épp az általunk kidobásra ítélt hulladékban találnak pár falatot. Az el nem fogyasztott táplálékokat – főleg a zsírosabb fogásokat – elrejtik, lehetőleg úgy, hogy azt másik fajtatársuk se vegye észre. Szintén előszeretettel fosztogatják más fajok, mint például a sarki róka (Alopex lagopus) élelemraktárát is. A hollók telente igazi élősködő tolvajok: gyakran követik a farkasokat, hátha jut nekik egy-egy falat a ragadozó által elejtett állatok tetemeiből.
Azon hollók, melyek szeméttelepek közelében költenek, táplálékuk nagy részét is innen szerzik. Az utak melletti fákon tanyázó madarak elsődleges élelemforrását az utakon elütött apróbb állatok jelentik, míg az ilyen „lelőhelyektől” távolabb élő állatok táplálékát javarészt az alsóbbrendű állatok és növények teszik ki. Érdekesség, hogy egy tanulmány szerint azoknak a madaraknak van a legnagyobb esélye a felnőttkor megérésére, amelyek fiókaként szeméttelepek mellett nőttek fel. Figyelemreméltó viselkedési módot fedeztek fel a tudósok fiatal hollók megfigyelésekor: ha az egyik madár rábukkan egy tetemre, akkor hangos kiáltásokkal magához hívja társait. Brend Heinrich a Ravens in Winter című könyvében feltételezi, hogy ez a viselkedési forma nagy segítség a táplálékért folytatott egymás közti versengésben, így ugyanis a fiatalabb állatok számbeli fölénybe kerülnek, így nehezebb őket elkergetniük a fizikailag jóval erősebb idősebbeknek. Sokkal valószínűbb azonban az a feltevés, miszerint ilyenkor arról lehet csupán szó, hogy az elhullott állat teteme egyszerűen túl nagy egy holló számára, így az a tetemről értesíti a többieket.

### Szaporodása
A fiatal hollók már viszonylag korán udvarolni kezdenek, de költeni valószínűleg csak az innen számított második-harmadik évben fognak. Az udvarlás sikere a különböző akrobatikus légibemutatókban és a sikeres táplálékszerzésben rejlik. Ha egyszer már egymásra talált a pár, akkor onnantól kezdve egy életen át együtt költenek, általában ugyanazon a helyen. Azonban a „házasságtörés” sem ritka a hollóknál: megfigyelések szerint jó néhányszor előfordult, hogy a fészkén ülő tojót más hímek is meglátogatták, míg a párja távol volt.

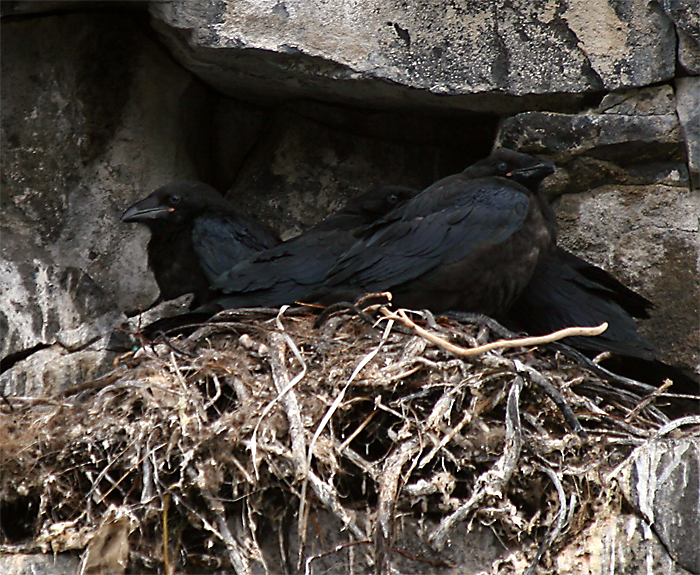
Fészkükben ülő fiatal hollók – Hvítserkur, Izland

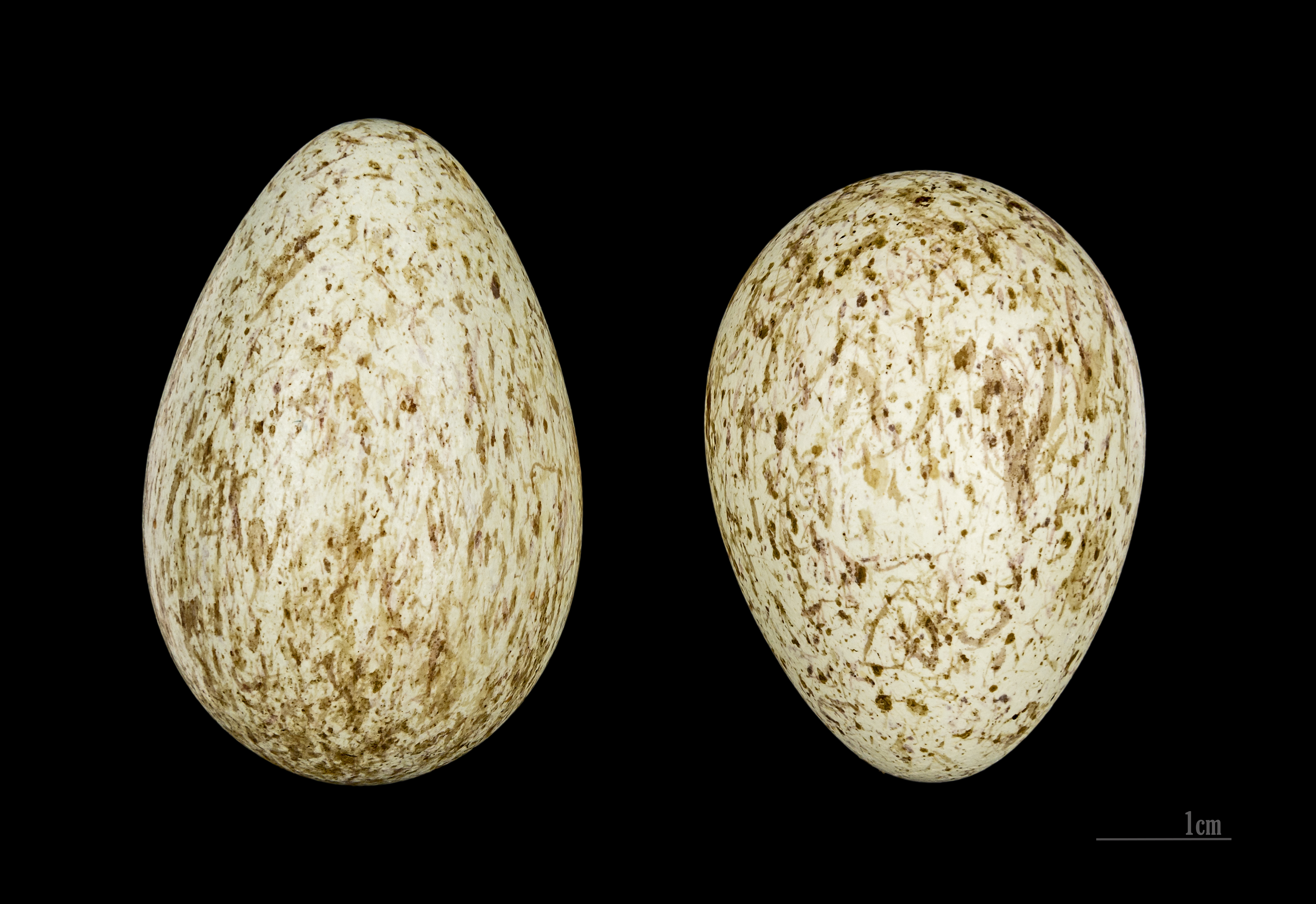
Hollótojások

A hollópárnak már fészekrakás előtt saját területtel és elérhető táplálékforrással kell bírnia. Egy-egy madárpár territóriumának mérete nagyban függ a fellelhető táplálék mennyiségétől. A megszerzett javakért aztán a későbbiekben is keményen meg kell küzdeniük, hiszen betolakodók mindig akadnak.
A fészek – amelyet legtöbbször magas fák koronájába, vagy sziklaszirtekre, ritkábban villanyoszlopra építenek – egy mély, nagy tálat formáz. A szülők fészküket ágakból, gallyakból építik, annak belsejét pedig gyökerekkel, sárral, fakéreggel, sőt sokszor még lágyabb anyagokkal, például szarvasbundával bélelik.
A tojásrakás általában már februárban elkezdődik, bár ez erősen függ az éghajlati tényezőktől. Például Grönlandon kicsit később, úgy április környékén, míg Pakisztánban már decemberben megkezdődik a költés. A tojók három–hét kékeszöld, barna foltokkal tarkított tojást tojnak, a költési idő 18-21 nap. Csak a tojó költ. A fiókákat mindkét szülő eteti. 35-42 napos korukban repülnek ki először, de még hat hónapig biztosan szüleikkel maradnak.

### Hangja

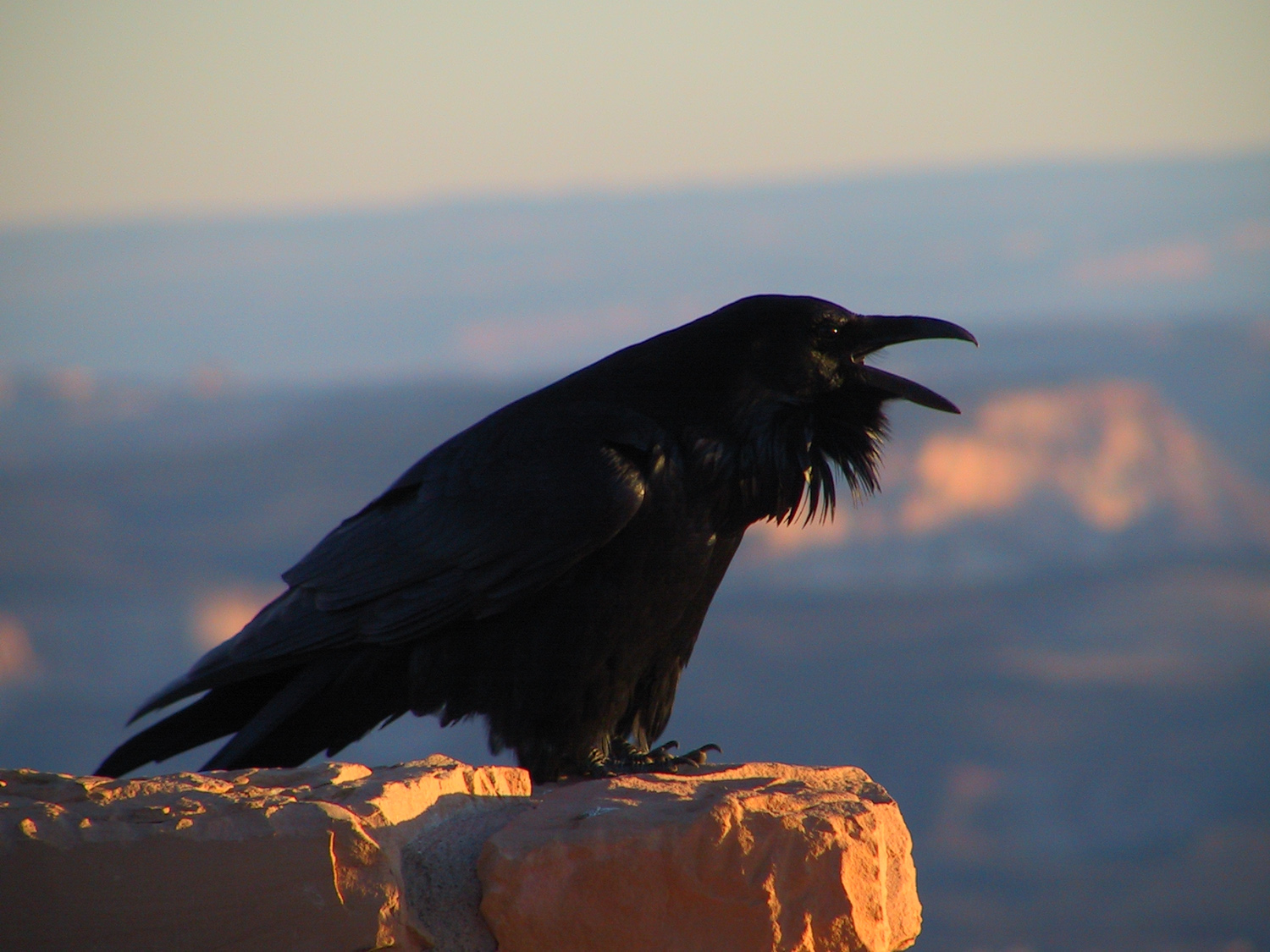

A többi varjúféléhez hasonlóan a hollók is kiválóan utánozzák környezetük hangjait, köztük az emberi beszédet is. Széles hangskálájuk miatt sok ornitológus érdeklődésének központjába kerültek: 1960-ban Eberhard Gwinner értekezésében bámulatos részletességgel, fényképekkel és hangfelvételekkel számolt be a hollók által használt hangok széles skálájáról.
Az egyes fajok által használt hangok száma tizenöttől harmincig terjed, szókincsük a „társas életben” a leggazdagabb. Az egyes hangok különböző funkciókat látnak el: megkülönböztethetünk többek között figyelmeztető, vadászatkor használatos és harci kiáltásokat is. A hollók által használt hangok azonban nem merülnek ki pusztán a kiáltásokban. A csőr-csattogtatás, füttyök egész repertoárjával rendelkeznek. Érdekesség, hogy a tojóknál inkább megfigyelhetőek ezek a nem verbális megnyilvánulások, mint a hímeknél. Szintén megfigyelhető, ha egy hollópár egyik tagja eltűnik, az egyedül maradt fél párja hangjának utánzásával próbálja társát visszacsábítani.

### Intelligenciája

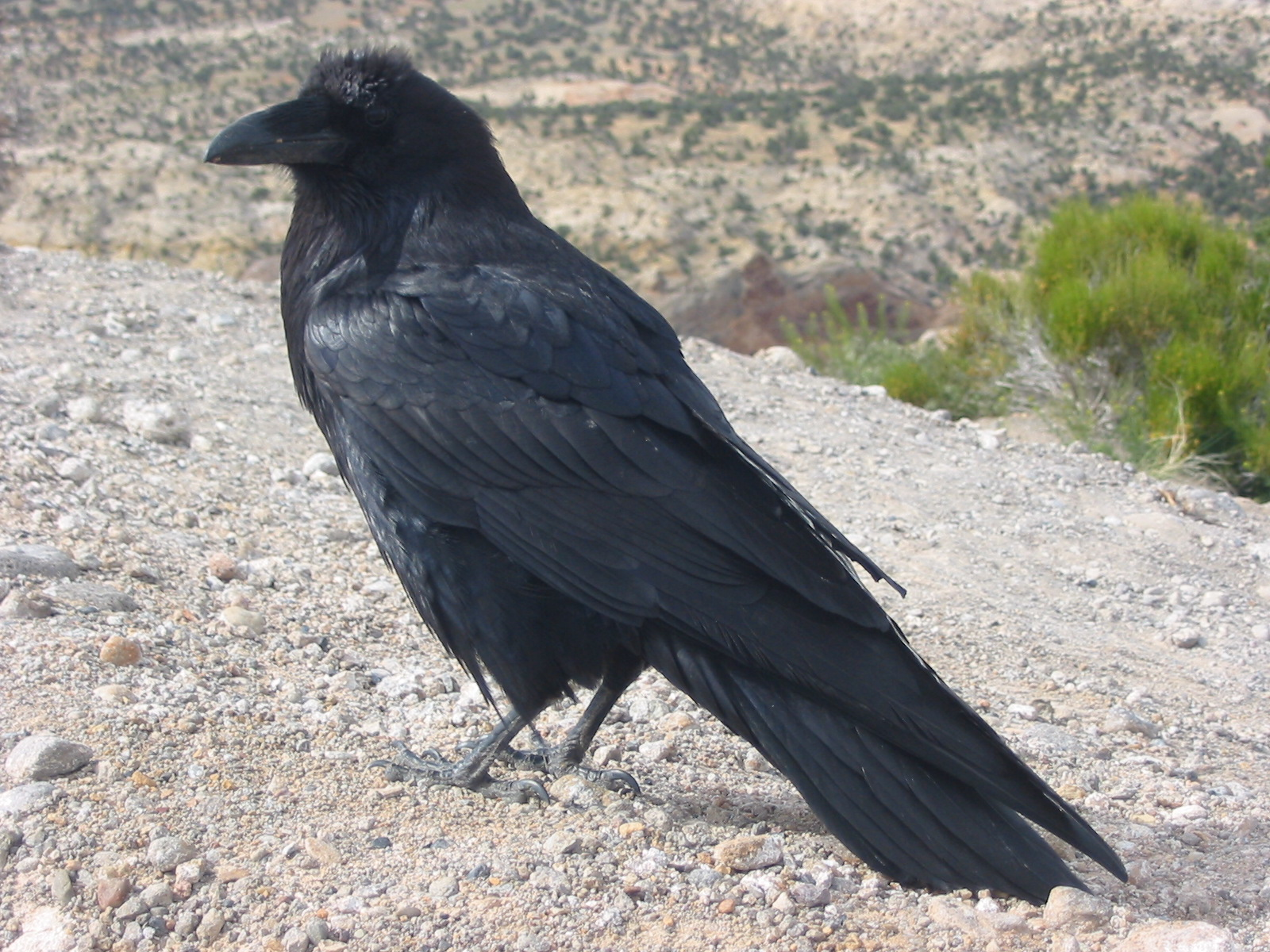
Közönséges holló

A hollók rendelkeznek a legnagyobb aggyal az összes madárfaj közül; különösen a hyperpalliumuk nagy. Jó képességekkel rendelkeznek a problémamegoldás terén éppúgy, mint a kognitív feladatok (például utánzás, intuíció stb.) esetén.
Az összetett problémamegoldó képességet jól demonstrálja a következő feladat: kutatók egy darab húst kötöttek egy zsineg egyik végére, a másikat pedig a holló ülőrúdjához erősítették. A cél természetesen az eleség megszerzése. A madárnak föl kellett húznia a zsineg egy részét az ülőrúdjáig, majd hogy csőrével elérje táplálékát, rá kellett lépnie a zsinegre. Ötből négy holló sikerrel teljesítette a tesztet, habár nem mutatható ki pontosan, hogy a teszt alatt a korábbi rossz kísérleteikből később tanultak volna.
Megfigyelték, hogy a hollók gyakran vezetnek más állatokat (például farkasokat, prérifarkasokat) elpusztult állatok tetemeihez. A ragadozók föltépik a dög tetemét, amire a madarak amúgy képtelenek lennének – ezek után a hollók már könnyedén hozzáférnek a húshoz.
Érdekes megállapítás, miszerint ezek a madarak nemcsak az általuk elrejtett, hanem a társaik által elrejtett élelem pontos helyére is emlékeznek, ezáltal lopni is tudnak egymás rejtekéből. Ez az élelemszerzési módszer annyira elterjedt a hollók között, hogy nem ritkán képesek extra távolság megtételére is, hogy egy biztonságosabbnak vélt helyre rejtsék tartalékaikat. Szintén említésre érdemes, hogy néha úgy tesznek, mintha táplálékot rejtenének el, pedig épp nincs is náluk semmi. Ezt valószínűleg a leselkedő vetélytársak összezavarása érdekében teszik.
A szarkákhoz hasonlóan a hollók is előszeretettel gyűjtenek („lopkodnak”) fényes tárgyakat, melyek a fénylő kavicsoktól a kisebb fémdarabokon keresztül egészen a golflabdákig terjedhetnek. Ennek a viselkedésformának egyik magyarázata szerint a lopkodás fő célja társaik elkápráztatása lehet. Más kutatások rámutattak, hogy a fiatal hollók roppant kíváncsiak minden, a környezetükben fellelhető új dolog iránt. Főleg a madártojáshoz hasonló fényes és kerek dolgok kötik le figyelmüket. Az idő múlásával a madarak elvesztik ezt az élénk érdeklődésüket az új dolgok iránt, sőt, inkább idegenkednek mindentől, ami nem megszokott számukra.
Nemrégiben a biológusok felismerték, hogy a hollók – különösen a fiatal egyedek – képesek a puszta szórakozás kedvéért játékba bonyolódni: ha úgy tartja kedvük, havas lejtőkön csúszkálnak le, fogócskáznak a farkasokkal, vagy épp akrobatikus mutatványokat, hurkokat mutatnak be a levegőben.

## Kapcsolat az emberrel

### Természeti hatások és védekezés
A hollók szélesen elterjedtek, a kihalás nem fenyegeti őket; habár az élőhely csökkenése és a kilövések miatt helyenként csökkenés tapasztalható a populációban. Más tájakon azonban rendkívül elszaporodott, sőt bizonyos területeken mezőgazdasági kártevőnek számít. Ez teljességgel érthető, hisz nemcsak a gabonában tehetnek kárt, de a haszonállatokat is megkárosíthatják. (Például kivájják az újszülött birkák, borjak szemét stb.)

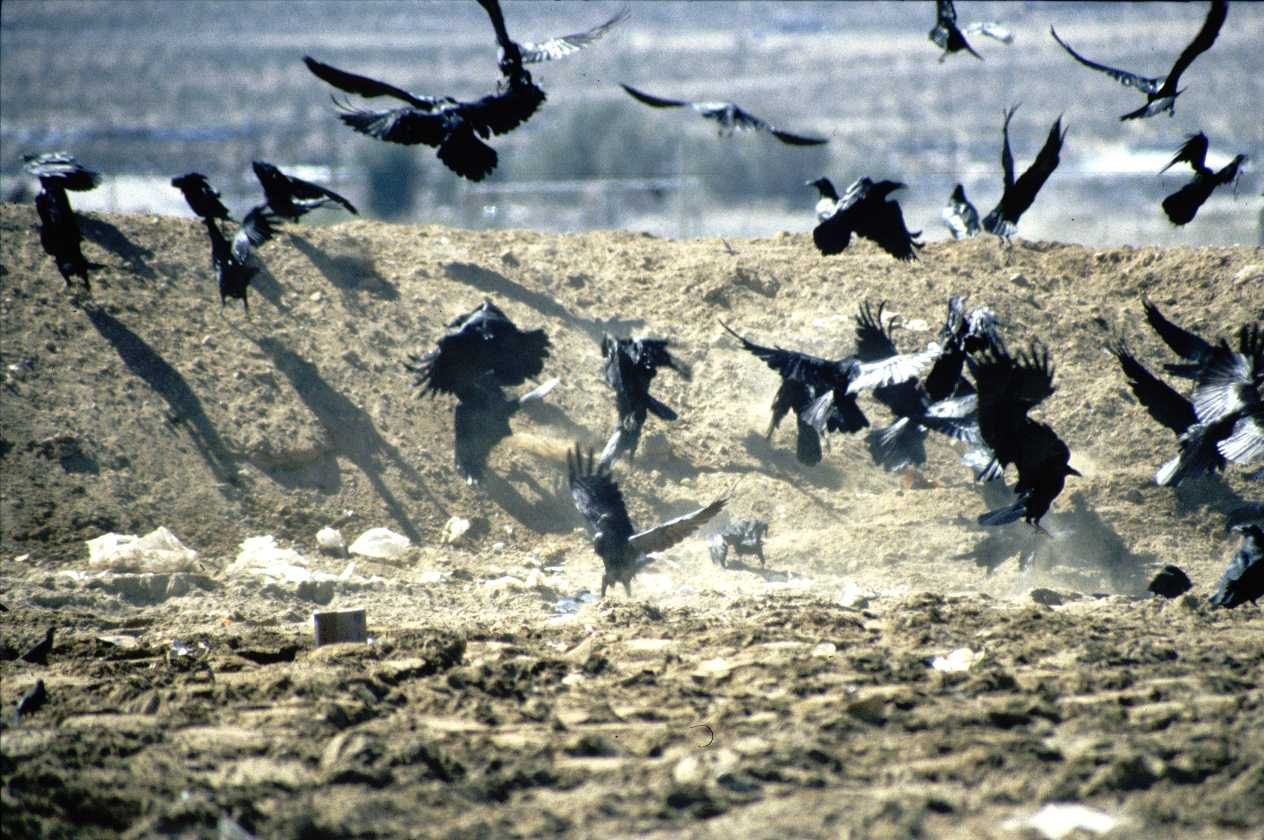
Hollók lepik el a szeméttelepet

A nyugati Mojave-sivatagban a településfejlesztések hatására 25 év alatt tizenhatszorosára nőtt a hollópopuláció. A városok, szeméttelepek, szennyvíztisztítók és mesterséges tavak bőséges táplálék- és vízlelőhelyet biztosítanak az ott guberáló madaraknak. A magas járműforgalom által elütött állatok – melyek szintén könnyű táplálékszerzési lehetőséget jelentenek – arra késztették ezeket az urbanizálódott hollókat, hogy sziklaszirtek helyett közvetlenül az út menti villanyoszlopokra, utcai díszfákra rakják a fészkeiket.
A Mojave-sivatagbeli populációrobbanás egyre nagyobb gondot jelent, más, védett állatfajokra nézve. Az egyik kimagasló példája ennek a kaliforniai üregteknős (Gopherus agassizii) esete: a hollók előszeretettel vadásznak a lassú mozgású, még lágy páncélzatú fiatal teknősökre, s ezzel komoly veszélyt jelentenek a teknőspopulációra.
Az ilyen és hasonló káros tulajdonságai miatt a hollóállomány mesterséges kordában tartása elkerülhetetlen. Ez magába foglalja a madarak csapdázását, kilövését éppúgy, mint a hollók által elérhető szemét méretének csökkentését. Finnországban a 18. század közepétől egészen 1923-ig a vadászok minden egyes lelőtt példányért jutalmat kaptak. Alaszkában szintén a megnövekedett hollópopuláció okozott nagyobb károkat, főként a Steller-pehelyréce (Polysticta stelleri) állományban; a hollók korlátolt kilövése indokolttá vált.

### Kultúra

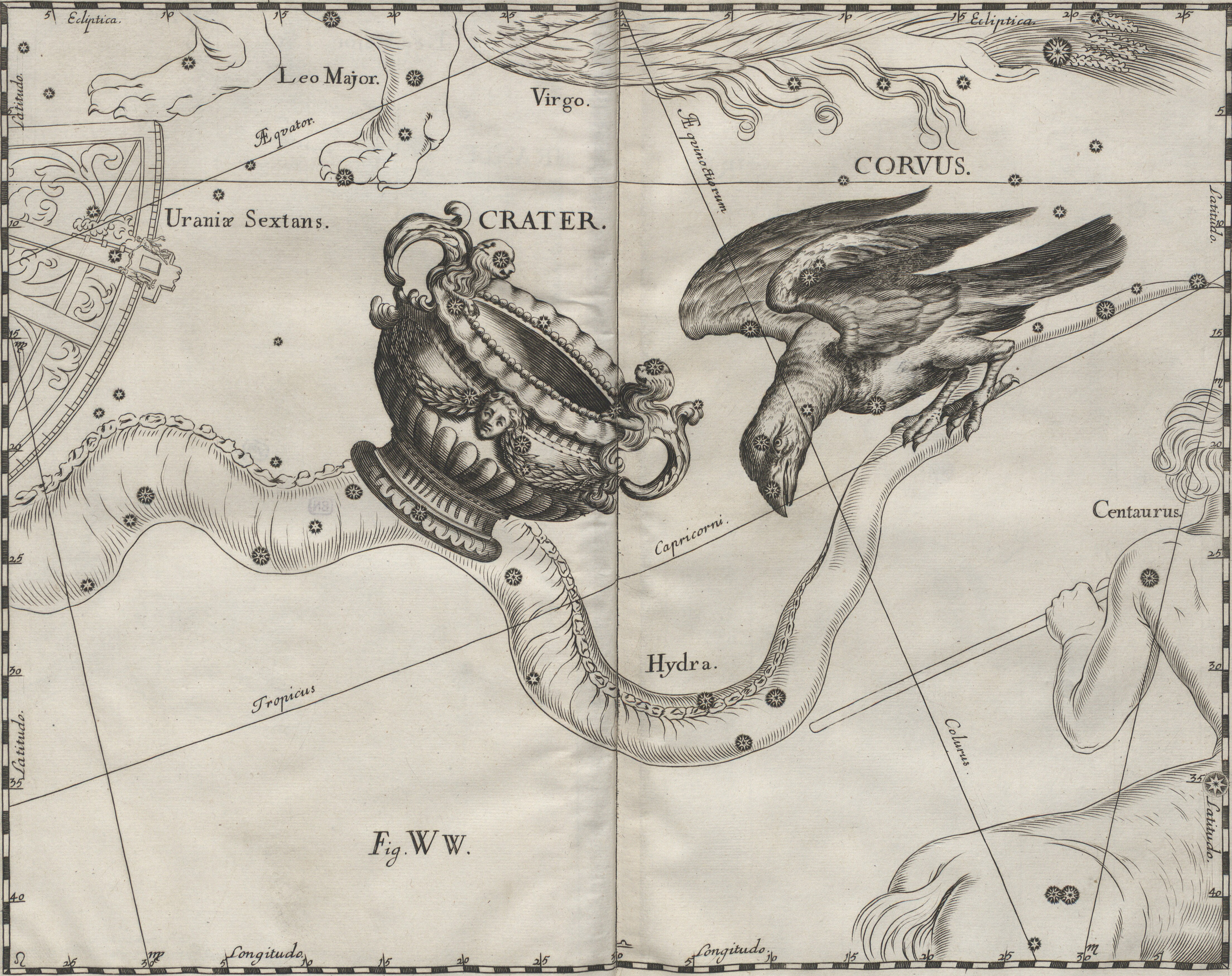
A Holló csillagkép Hevelius ábrázolásában

A Holló csillagkép nevét a görög mitológia értelmezésben Apollón hollója után kapta, akit az isten elküldött, hogy hozzon vizet a serlegébe. A holló azonban meglátta egy fügefa éretlen gyümölcsét, s hogy enni tudjon, megvárta, míg megérik a füge , csak azután teljesítette a megbízatást. Víz helyett egy vízi kígyóval tért vissza a karmai közt. Apollónnak azt hazudta, hogy a kígyó miatt nem tudott vizet hozni. Az isten annyira feldühödött a hazugságon, hogy a hollót is, a kígyót is és a serleget is az égre dobta.
Az északi félteke történelmében a holló mindig is a mítoszok, legendák tárgyát képezte.
Mint dögevők, a kivégzések, csaták, háborúk után az emberi tetemeket is csapatostul lepték el, így nem csoda, hogy jelenlétét sokáig baljós jelnek vélték, a halál madarának tartották. A régi kor emberei kapcsolatot láttak a hollók és a szellemek között. Svédországban és Németországban sokáig úgy tartották, hogy a hollók nem mások, mint meggyilkolt emberek szellemei, illetve elkárhozott lelkek.
A nyugati parton élő észak-amerikai bennszülöttek istenként tisztelték; a Tlingit és Haida hagyományok szerint a Holló egyszerre Szélhámos és Teremtő isten. A vikingek úgy hitték, hogy az Odin isten vállán ülő két holló, Hugin és Munin mindent lát és mindent hall, ami a világban történik. Nem ritka, hogy olyan vikingeknek is, mint Erős Sigurd Orkney grófja, II.(Nagy) Knut dán király vagy akár Keménykezű Harald hollót ábrázoló zászlójuk volt. Az Ótestamentumban, de még a bhutáni mitológiában is találunk utalásokat hollókra. A hollót Ázsia északi részén, Szibériában is nagy tiszteletben tartották. A Kamcsatka félszigeten élő őslakók hite szerint Kutkh isten egy holló alakját veszi fel a leggyakrabban.
A Brit-szigeteken a hollók szimbolikus jelentőséggel bírtak mind a kelták, mind az írek számára (Cúchulainn mondakör). A walesi mitológiában a hollókat Brannal, egy istennel azonosították (Bran the Blessed), kinek nevét is „Holló”-ként fordították. A Mabinogion szerint, hogy a Brit-szigeteket fenyegető inváziót elkerüljék, Bran fejét, mint bűvös ereklyét elásták a londoni Fehér Hegyen. Egy későbbi monda szerint Anglia mindaddig nem kerülhet megszállás alá, míg hollók lakják a Londoni Towert. Habár ezt a mondát sokan ősi eredetűnek tartották, a kutatók semmilyen említést nem találtak erre vonatkozóan a 19. század előtti időkből. Mostanra általánosan elfogadottá vált, miszerint ez a monda a viktoriánus korban keletkezett, több dolgot átvéve a Bran-legendából.
Az azonban tény, hogy igen sokáig nem fészkeltek hollók a Towerben, azonban a második világháború után visszatelepítették őket a város és a turisták legnagyobb megelégedésére. (Az itteni hollók szárnytollait rendszeresen metszik, így azok képtelenek elrepülni.)
Ahogyan a mitológiában, úgy a holló a modern irodalomban is gyakran szerepel: megtalálhatjuk többek között William Shakespeare, Charles Dickens, John Ronald Reuel Tolkien, Stephen King, vagy akár Joan Aiken műveiben is. A legismertebb azonban minden bizonnyal Edgar Allan Poe: A holló című verse. A vers legismertebb magyar fordítását Tóth Árpád készítette. A filmművészetben a leghíresebb megjelenése A holló című filmben van, ahol a túlvilági révész.
Olyan helyeken, ahol valaha nagy jelentőséget tulajdonítottak a hollóknak, még ma is fölfedezhető szimbólumként. Többek között a holló Bhután nemzeti madarának számít, a Man-sziget címerállata és Yukon terület hivatalos madara is.

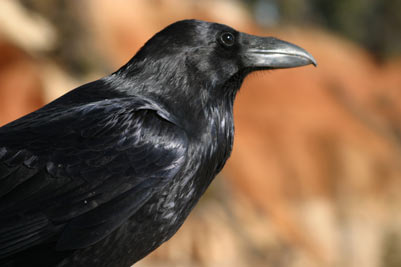

Magyarországon a holló mint királyi jelkép I. Mátyás udvarában is megjelent. Kódexeit corvináknak, könyvtárát Bibliotheca Corvinianának hívták. Mátyást latinul, németül és angolul Matthias Corvinusként ismerik. A Corvinus nevet Mátyás a család címeréről kapta, amely egy gyűrűt tartó hollót ábrázol. A Sziléziai krónika szerint Mátyás király a kezéről egy vadászat alatt levette gyűrűjét, és azt egy holló elragadta. Mátyás üldözte a madarat és visszaszerezte gyűrűjét, és ezen esemény emlékezetére választotta a hollót címerállatául. Tudományosabb magyarázatként román források megemlítik, hogy Mátyás nagyapjának egy Hollóköve (román nyelven: Piatra Corbului) nevű birtoka volt, és ez is kapcsolatba hozható a névvel. A híres legenda szerint, amikor a fiatal Mátyás Prága városában fogságban volt, akkor édesanyja egy holló segítségével küldött neki levelet (a történetet Arany János is feldolgozta a Mátyás anyja című balladájában, eredeti szövegemlékek alapján). Ez a történet volt az oka annak is, hogy a Magyar Posta emblémája sokáig egy holló volt.

### Ritka, mint a fehér holló?
Sem a hollók, sem a varjak között nem fordul elő egyszínű fehér tollazatú faj. A tollak színe – az élővilág egyéb tulajdonságaihoz hasonlóan – genetikailag meghatározott. Génmutációk az állatvilágban is előfordulhatnak, azaz előfordulhat, hogy egy madár (például holló) tollai a normálistól eltérő színűek lesznek.
Tudományosan nem vizsgálták, pontosan milyen gyakran fordul elő a pigmentáció veleszületett (genetikai) zavara a varjúfélék körében. A teljes albinizmus, amely a totális festékanyag-hiány miatt hófehér tollazattal, rózsaszínű lábakkal és csőrrel valamint vörös szivárványhártyákkal jár együtt, elenyészően ritka.
Ez az állapot a vadon élő madaraknál a rejtőzködő képesség elvesztése, valamint a szem érintettségéből adódó látászavarok miatt igen gyorsan végzetessé válhat. Fogságban valamivel gyakrabban fordul elő, azonban ha nem alakul ki beltenyészet, az esetek többségében nem jelenik meg az utódoknál.
A részleges, kisebb területeket érintő albinizmus ennél jóval gyakoribb, bár pontos számarányt itt sem írtak le. Előfordul továbbá olyan genetikailag meghatározott állapot is, amikor a tollazat egységesen világosabb árnyalatú (de nem teljesen fehér) mint normálisan: a madár olyan, mintha rövid ideig fehérítőbe mártották volna.
Tehát léteznek fehér hollók, nagyon ritkák, és még annál is ritkábban érik meg, hogy megláthassuk őket. Az élő fehér hollók életmódja teljesen megegyezik a feketékével.

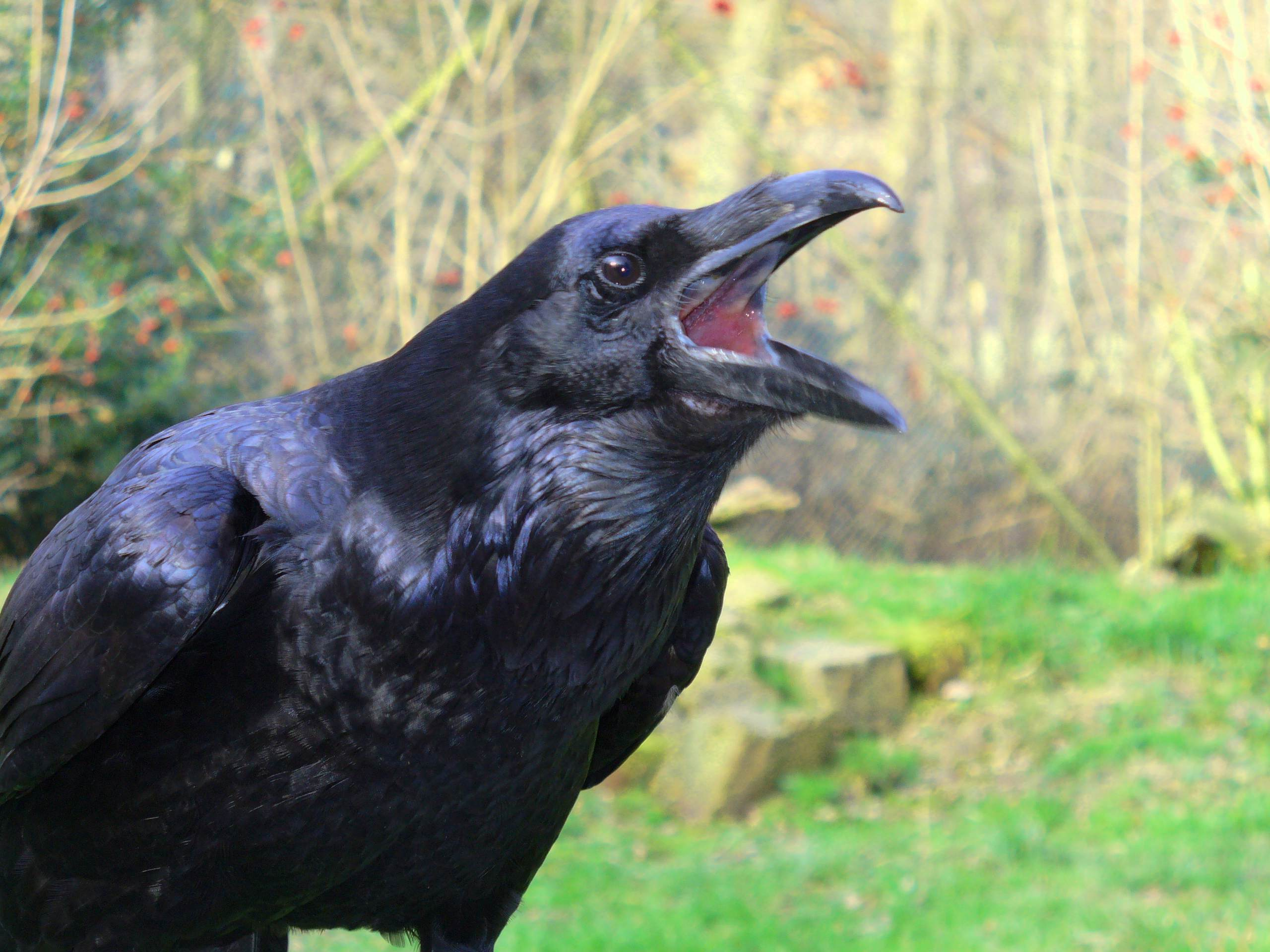
Tizenöt-harminc különböző hanggal képesek kifejezni magukat

## Tartása
Intelligens, tanítható. A fogságban tartott holló egy idő után ragaszkodóvá válik és képes gazdája védelmére kelni. Idősebb korban nagyon agresszív, de könnyen elsajátítja pár szó kimondását. Magyarországon befogását és fogva tartását a törvény tiltja. Fogságban tartása megfelelő engedélyek nélkül jogi következményekkel járhat.

## Fordítás
- Ez a szócikk részben vagy egészben  a   Common Raven című angol Wikipédia-szócikk ezen változatának fordításán alapul.  Az eredeti cikk szerkesztőit annak laptörténete sorolja fel. Ez a jelzés csupán a megfogalmazás eredetét és a szerzői jogokat jelzi, nem szolgál a cikkben szereplő információk forrásmegjelöléseként.